# Pandorea
Pandorea es un género con 8 especies aceptadas de plantas trepadoras, perteneciente a la familia Bignoniaceae. Son nativas de Malasia, Australia y Nueva Caledonia.

## Descripción
Son lianas trepadoras leñosas tropicales y subtropicales poco resistentes a la heladas.

## Taxonomía
El género fue descrito por (Endl.) Spach  y publicado en Histoire Naturelle des Végétaux. Phanérogames 9: 136. 1840.

## Especies aceptadas
- Pandorea baileyana (Maiden & R.T.Baker) Steenis
- Pandorea doratoxylon (J.M.Black) J.M.Black
- Pandorea floribunda (A.Cunn. ex DC.) Guymer.
- Pandorea jasminoides (Lindl.) K.Schum. - jazminillo, lirio de monte.[4]
- Pandorea linearis (F.M.Bailey) Guymer
- Pandorea montana (Diels) Steenis
- Pandorea nervosa Steenis
- Pandorea pandorana (Andrews)
- Pandorea stenantha Diels

Las dos especies más cultivadas, principalmente por sus flores, son las especies Australianas  P. jasminoides y P. pandorana.